# São João Baptista (Beja)
São João Baptista is een plaats (freguesia) in de Portugese gemeente Beja en telt 6 269 inwoners (2001).